# The Living End (альбом The Living End)
The Living End — дебютный студийный альбом австралийской рок-группы The Living End, вышедший в 1998 году. Австралийская Ассоциация Звукозаписывающей Индустрии (ARIA) в ноябре 2007 объявила альбом 5 раз платиновым. На данный момент этот релиз остается самым успешным на счету у группы.

## Об альбоме
The Living End записан на Мельбурнской студии Sing Sing.
Обложку альбома оформил лидер группы Крис самостоятельно используя фотографию времён Первой мировой войны, на которой изображён женский завод по производству бомб.
Песня «Monday» эпитафия The Living End к событиям 14 марта 1996 года, когда душевнобольной расстрелял с винтовки 16 учеников и учителя местной школы, а потом застрелился сам.
Композиция «Sleep on It» вышла в Австралийской версии альбома. В остальных она была заменена на «Strange», которая в свою очередь уже появлялась в предыдущих австралийских релизах. И группа решила, что целесообразнее не повторять песню «Strange» для австралийских фанов.
«Prisoner of Society» была включена в игру Guitar Hero: World Tour.

## Список композиций
Музыка и тексты песен Криса Чини кроме отмеченных.
| №                   | Название                    | Длительность |
| ------------------- | --------------------------- | ------------ |
| 1.                  | «Prisoner of Society»       | 3:49         |
| 2.                  | «Growing Up (Falling Down)» | 3:54         |
| 3.                  | «Second Solution»           | 2:58         |
| 4.                  | «West End Riot»             | 3:50         |
| 5.                  | «Bloody Mary»               | 3:41         |
| 6.                  | «Monday»                    | 3:29         |
| 7.                  | «All Torn Down»             | 4:06         |
| 8.                  | «Save the Day»              | 2:54         |
| 9.                  | «Trapped»                   | 3:25         |
| 10.                 | «Have They Forgotten»       | 3:11         |
| 11.                 | «Fly Away»                  | 2:49         |
| 12.                 | «I Want a Day (Оуэн)»       | 2:27         |
| 13.                 | «Strange»                   | 3:59         |
| 14.                 | «Closing In»                | 3:01         |
| Общая длительность: | Общая длительность:         | 47:33        |

| №                   | Название                    | Длительность |
| ------------------- | --------------------------- | ------------ |
| 1.                  | «Prisoner of Society»       | 3:49         |
| 2.                  | «Growing Up (Falling Down)» | 3:54         |
| 3.                  | «Second Solution»           | 2:58         |
| 4.                  | «West End Riot»             | 3:50         |
| 5.                  | «Bloody Mary»               | 3:41         |
| 6.                  | «Monday»                    | 3:29         |
| 7.                  | «All Torn Down»             | 4:06         |
| 8.                  | «Save the Day»              | 2:54         |
| 9.                  | «Trapped»                   | 3:25         |
| 10.                 | «Have They Forgotten»       | 3:11         |
| 11.                 | «Fly Away»                  | 2:49         |
| 12.                 | «I Want a Day (Оуэн)»       | 2:27         |
| 13.                 | «Sleep on It»               | 2:58         |
| 14.                 | «Closing In»                | 3:01         |
| Общая длительность: | Общая длительность:         | 46:32        |

| №   | Название         | Длительность |
| --- | ---------------- | ------------ |
| 15. | «Mr Businessman» | 3:18         |

## Синглы
- «Save the Day», 1998 — #22 Австралия, Triple J Горячая 100, 1998 — #10
- «Prisoner of Society», 1998 (Великобритания), Triple J Горячая 100, 1997 — #15
- «All Torn Down», 1999 (с радио B-side кавер «Tainted Love») — #12 Австралия, Triple J Горячая 100, 1999 — #41
- «Trapped», 1999 (США)
- «West End Riot», 1999, Triple J Горячая 100, 1999 — #48
- «Second Solution», Triple J Горячая 100, 1998 — #15
- «Tainted Love» (Глория Джонс/Soft Cell «живой» кавер), Triple J Горячая 100, 1998 — #17

## Позиции в чарте
| Год  | Чарт                                | Позиция |
| ---- | ----------------------------------- | ------- |
| 1998 | Австралийский (ARIA) Альбомный чарт | 1       |

## Участники записи
- Крис Чини — гитры и вокал
- Скотт Оуэн — контрабас и бэк-вокал
- Трэвис Дэмзи — барабаны и бэк-вокал

### Приглашённые музыканты
- Алстер Шеферд (Area-7) — саксофон
- Тоди Дергавиль (Area-7) — тромбон